# تپه گبری شاهان گرماب
تپه گبری شاهان گرماب مربوط به دوران پیش از تاریخ ایران باستان است و در شهرستان فریمان، بخش قلندرآباد، روستای شاهان گرماب واقع شده و این اثر در تاریخ ۲ آبان ۱۳۸۲ با شمارهٔ ثبت ۱۰۴۵۳ به‌عنوان یکی از آثار ملی ایران به ثبت رسیده است.